# Clemenules

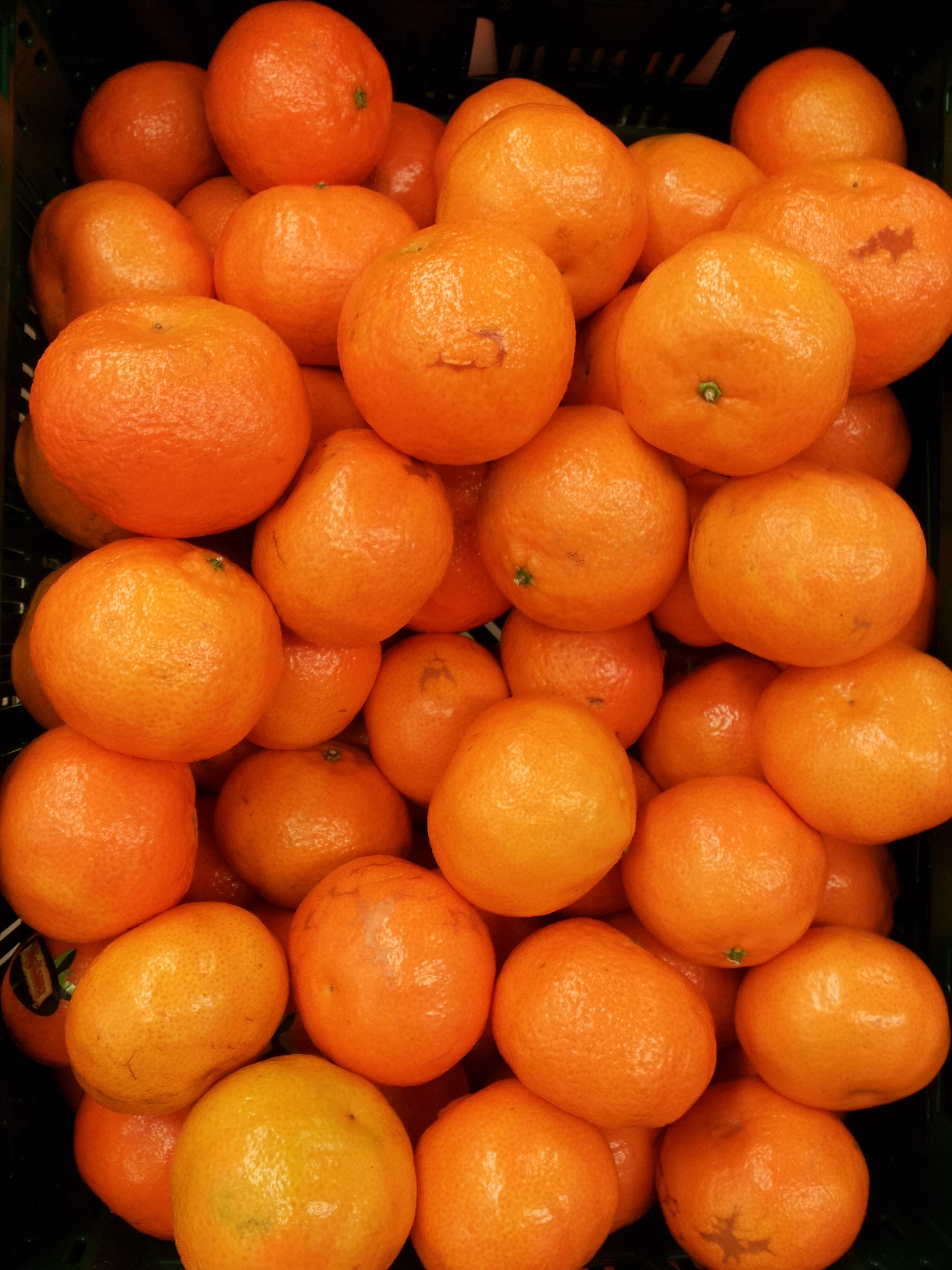

La clemenules és una de les varietats més reconeguda de les mandarines clementines produïdes a Espanya. És una fruita de mida mitjana, amb la pell fina i llisa. És sucosa i amb un alt contingut vitamínic.

## Descripció
És una varietat molt estesa en Sud-àfrica, Argentina, Uruguai i Xile. Sent les províncies de Castelló, València i Tarragona les zones amb una producció de més qualitat. El seu origen es remunta a l'any 1953 quan en la localitat de Nules (Plana Baixa), es va decidir empeltar alguns tarongers per a crear una nova varietat. També es diu que l'origen es remunta a la gran nevada que va ocórrer en Nules el 1947 quan la majoria dels arbres van quedar inutilitzats i es van haver de tallar per sota del nivell afectat per la neu i així es produí la mutació instantània que va derivar en la clementina gorda o nulera.
Quan aquesta varietat de mandarina va aparèixer al municipi de Nules no es va patentar. Així doncs, la seva llavor es va començar a produir en altres localitats. Anys després, el municipi de Nules ha intentat infructuosament el reconeixement de la denominació d'origen de la clemenules (el que faria que els altres productors d'aquesta mandarina hagueren de pagar al municipi de Nules). L'any 2014, l'Ajuntament de Nules va decidir canviar de tàctica i va crear l'etiqueta 'Autèntica de Nules', per a identificar les clemenules que procedeixen del lloc on es van crear. Així doncs, junt en el municipi de Vilavella, es va llançar aquesta promoció dels productes de 'la terreta'.
Se n'han produït variants irradades artificialment com les Nulessin, Nero, Clemenverd i Neufina.